# Knut Ansgar Nelson
Knut Ansgar Nelson OSB (ur. 1 października 1906 we Frederiksvaerk, zm. 31 marca 1990 w Newport) – duński duchowny katolicki, biskup ordynariusz sztokholmski w latach 1957–1962.

## Życiorys
Urodził się w 1906 we Fredriksvaerk (Dania), w rodzinie katolickiej. Będąc dojrzałym mężczyzną zdecydował się wstąpić do zakonu benedyktynów, odbywając nowicjat w Stanach Zjednoczonych. Święcenia kapłańskie otrzymał 22 maja 1937. W 1947 został wyznaczony przez papieża na koadiutora Wikariatu Apostolskiego Szwecji. 8 września 1947 został konsekrowany na biskupa tytularnego Bilty, sprawując funkcję biskupa pomocniczego w Szwecji.
Po przejściu na emeryturę biskupa Johannesa Erika Müllera został jego sukcesorem. Zrezygnował z funkcji ordynariusza w 1962.